# Гней Матій
Гней Матій (лат. Gnaeus Matius; I століття до н. е. ) — давньоримський поет й перекладач часів Римської республіки.

## Життя та творчість
Походив з роду вершників Матіїв. Втім про особисте життя Гнея Матія немає відомостей. Переклав латиною «Іліаду» Гомера. Звертаючись до творчості Александрійських поетів, насамперед Герода, писав міміямби або кульгаві ямби — жанрові сценки з повсякденного життя. Збереглися нечисленні уривки, які свідчать про поетичну винахідливість та ерудицію Матія. Користувався пошаною Катулла й Горація.